# Javier Moscoso
Javier Moscoso del Prado y Muñoz (ur. 7 października 1934 w Logroño, zm. 16 lipca 2025 w Jávei) – hiszpański polityk i prawnik, parlamentarzysta, minister ds. prezydencji (1982–1986), prokurator generalny (1986–1990).

## Życiorys
Ukończył studia prawnicze na Uniwersytecie w Saragossie, uzyskał dyplom z zakresu prawa porównawczego w Strasburgu. Praktykował jako prawnik, głównie w zawodzie prokuratora. Był m.in. członkiem krajowej rady do spraw ochrony nieletnich.
W okresie przemian politycznych z drugiej połowy lat 70. dołączył do Unii Demokratycznego Centrum, był sekretarzem generalnym UCD we wspólnocie autonomicznej Nawarry. W 1979 uzyskał mandat posła do Kongresu Deputowanych I kadencji. Należał do stronników Francisca Fernándeza Ordóñeza, z którym po rozpadzie UCD przystąpił do Hiszpańskiej Socjalistycznej Partii Robotniczej. Z ramienia socjalistów w 1982 i 1986 wybierany na deputowanego II i III kadencji.
Od grudnia 1982 do lipca 1986 sprawował urząd ministra ds. prezydencji w pierwszym rządzie Felipe Gonzáleza. W latach 1986–1990 zajmował stanowisko prokuratora generalnego. W pierwszej połowie lat 90. kierował departamentem prawnym w SGAE, głównej hiszpańskiej organizacji zarządzania prawami autorskimi. W 1995 został przewodniczącym rady redakcyjnej wydawnictwa prawniczego Aranzadi. Później powołany na przewodniczącego rady dyrektorów tego wydawnictwa. W latach 1996–2001 wchodził w skład Rady Głównej Władzy Sądowniczej.